# Das Ding aus einer anderen Welt (1951)
Das Ding aus einer anderen Welt (Originaltitel: The Thing from Another World) ist ein US-amerikanischer Science-Fiction-Film aus dem Jahr 1951. Er gilt als wegweisender Klassiker seines Genres. Der Film startete am 26. Oktober 1951 in den deutschen Kinos.

## Handlung
Ein Team von Wissenschaftlern entdeckt unweit seiner Forschungsstation in der Arktis ein Raumschiff, das abgestürzt und im Eis eingefroren ist. Eine zu Hilfe gerufene Gruppe von Soldaten versucht, das Raumschiff freizusprengen, wodurch es versehentlich vernichtet wird. Ein unbekanntes Wesen kann jedoch, eingefroren in einen Eisblock, unversehrt geborgen und zur Forschungsstation gebracht werden. Dort schmilzt das Eis und das zum Leben erwachte Wesen beginnt eine mörderische Jagd auf Menschen und Tiere. Die Wissenschaftler finden heraus, dass es sich bei dem Fremden um eine Art Pflanze handelt, die sich von Blut ernährt. Das Wesen scheint unbesiegbar, bis es einer Gruppe von Überlebenden gelingt, das Ding durch Hochspannung zur Strecke zu bringen.

## Synchronisation
Die deutsche Synchronfassung entstand bei der RKO Synchron Abteilung, Berlin.
| Figur                | Darsteller         | Deutscher Sprecher |
| -------------------- | ------------------ | ------------------ |
| Capt. Patrick Hendry | Kenneth Tobey      | Wilhelm Borchert   |
| Nikki Nicholson      | Margaret Sheridan  | Renate Barken      |
| Dr. Carrington       | Robert Cornthwaite | Konrad Wagner      |
| Ned Scott            | Douglas Spencer    | Alfred Balthoff    |
| Crew Chief           | Dewey Martin       | Klaus Schwarzkopf  |
| Lt. Eddie Dykes      | Robert Nichols     | Gerd Martienzen    |
| Corporal Barnes      | William Self       | Rolf Heydel        |
| Dr. Vorhees          | Paul Frees         | Peter Petersz      |
| Mrs. Chapman         | Sally Creighton    | Tilly Lauenstein   |

## Produktion
Obwohl ungenannt, führte der Produzent Howard Hawks streckenweise auch die Regie des Films. Er verlegte den Ort der Handlung vom Süd- an den Nordpol und nahm zahlreiche Änderungen zur Drehbuchvorlage, der Kurzgeschichte von 1938 Who Goes There? von John W. Campbell Jr., vor. Das Ding kann sich im Gegensatz zur Kurzgeschichte beispielsweise nicht in eine andere Lebensform verwandeln.
Die Szene, in der die Darsteller das UFO unter dem Eis entdecken, wurde – mangels Schnee und Eis – unter Zuhilfenahme von Mehl und Cornflakes auf dem Gelände der RKO-Pictures-Studios im kalifornischen San Fernando Valley gedreht. Als für die „Freilegung“ des Raumschiffes ein Sprengsatz gezündet wurde, gingen in der Umgebung etliche Fensterscheiben zu Bruch. Die Kamera folgte der aufsteigenden Rauchwolke bis über den Rand der Polarhimmelkulisse hinaus, ein Schnittfehler, der auch heute noch im Film zu sehen ist.
Darsteller des Außerirdischen war der 2,01 Meter große James Arness; bekannt wurde Arness als Marshall Matt Dillon in der Fernsehserie Rauchende Colts, die von 1955 bis 1975 produziert wurde.
Die erste Wache, die im Film das noch eingefrorene Monster im Auge behalten soll, pfeift – als wolle sie sich selbst Mut machen – die Musik aus Red River vor sich hin, damals noch ein sehr bekannter Film ebenfalls von Howard Hawks (und heute ein Klassiker des Westerngenres), bei dem der jetzige offizielle Regisseur Christian Nyby noch den Schnitt übernommen und auch Dimitri Tiomkin die Musik komponiert hatte.
Uraufführungen:
- USA: 6. April 1951
- Deutschland: 26. Oktober 1951
- Österreich: April 1952
- Im deutschen Fernsehen lief der Schwarzweißfilm zum ersten Mal am 12. Mai 1973 in der ARD. Die Originalfassung ist 87 Minuten, die deutsche Fassung 82 Minuten lang.

## Kritiken
Filmstarts bezeichnet Das Ding aus einer anderen Welt als „hochspannenden Klassiker“, der durch „verschiedene Blickwinkel und gut ausgeleuchtete Charaktere“ besticht.

„[…] ein spannender, in sich schlüssiger Science-Fiction-Klassiker, der sich die Furcht der Zeitgenossen vor Fliegenden Untertassen zunutze macht und auch als politische Parabel (Furcht vor kommunistischer Unterwanderung) deutbar ist. Erstmals wurde ein Monster aus dem Weltraum in den Mittelpunkt eines utopischen Films gestellt.“

## Nachwirkung
In den folgenden Jahrzehnten erschienen verwandte Filme, die entweder als Neuverfilmung gelten oder jedenfalls sichtbar Anleihen nehmen:
- 1966 erschien Verhängnisvolle Fracht, dem Das Ding ... als Vorbild diente.
- 1982 erschien eine Neuverfilmung mit Kurt Russell unter der Regie von John Carpenter.[6] Sie hält sich enger an Campbells Kurzgeschichtenvorlage.
- 2011 erschien ein Prequel der Neuverfilmung mit dem englischen Titel The Thing unter der Regie von Matthijs van Heijningen Jr.[7]

2001 wurde Ding aus einer anderen Welt in das National Film Registry aufgenommen.
2012 entstand unter der Leitung von Jon und Al Kaplan ein Musical über den Film. Die Hauptrolle spielte Nick Amado.

## Sonstiges
- Campbells Roman, zuerst unter dem Pseudonym Don A. Stuart veröffentlicht, wurde von den Science Fiction Writers of America zum besten Kurzroman vor 1965 gewählt.